# Rhonny Ventat
 (février 2021).
Si vous disposez d'ouvrages ou d'articles de référence ou si vous connaissez des sites web de qualité traitant du thème abordé ici, merci de compléter l'article en donnant les références utiles à sa vérifiabilité et en les liant à la section « Notes et références ».
Rhonny Ventat est un saxophoniste belge né à Charleroi le 8 octobre 1970.

## Biographie
Formé aux Conservatoires Bruxelles et de Liège auprès d'Alain Crepin et Philippe Leblanc, Rhonny Ventat a été propulsé sur le devant de la scène notamment grâce au Concours Jeunes Solistes organisé par la RTBF et dont il sort lauréat en 1985.
Après ses études classiques, il poursuit sa formation avec François Daneels et Steve Houben.
Musicien éclectique, il a joué avec une multitude d'artistes renommés et divers tels que Tibor Varga, Georges-Élie Octors, Julien Clerc, Jeff Bodart, William Sheller, Gilbert Montagné, André Vandernoot ou encore Dirk Brossé.
En 2013, il reçoit aussi le trophée "Fuga" de l’Union des compositeurs belges tandis qu'en 2014, la ville de Liège lui décerne le titre d’Ambassadeur culturel de la Province de Liège.
Ayant enseigné plusieurs années au Conservatoire de musique de Verviers, il consacre désormais ses activités de pédagogue à l'Institut royal supérieur de musique et de pédagogie (IMEP) à Namur.
Il est le fondateur du groupe Saxacorda (quintette à cordes et saxophone) pour la formation spécifique duquel plusieurs compositeurs ont écrit (Line Adam, Michel Lysight...)